# Épopée (Lesbos)
Pour les articles homonymes, voir Épopée (homonymie).
Dans la mythologie grecque, Épopée (en grec ancien Ἐπωπεύς ; en latin Epopeus) est roi de Lesbos.
Sa fille, Nyctimène, était si belle qu’il se prit de passion pour elle et la viola. Nyctimène, honteuse, alla se cacher dans une forêt où elle fut transformée en chouette par Athéna.

## Source
- Hygin, Fables [détail des éditions] [(la) lire en ligne] (CCIV ; CCLIII).